# هيئة نبراسكا التشريعية
هيئة نبراسكا التشريعية (بالإنجليزية: Nebraska Legislature)‏  هي الهيئة التشريعية لنبراسكا، يقع المقر الرئيسي له في Nebraska State Capitol ‏، تتكون من المجلس الأعلى مجلس شيوخ نبراسكا، ويتكون من 49 مقعداً، والمجلس الأدنى مجلس نواب نبراسكا.